# Magna Hungaria

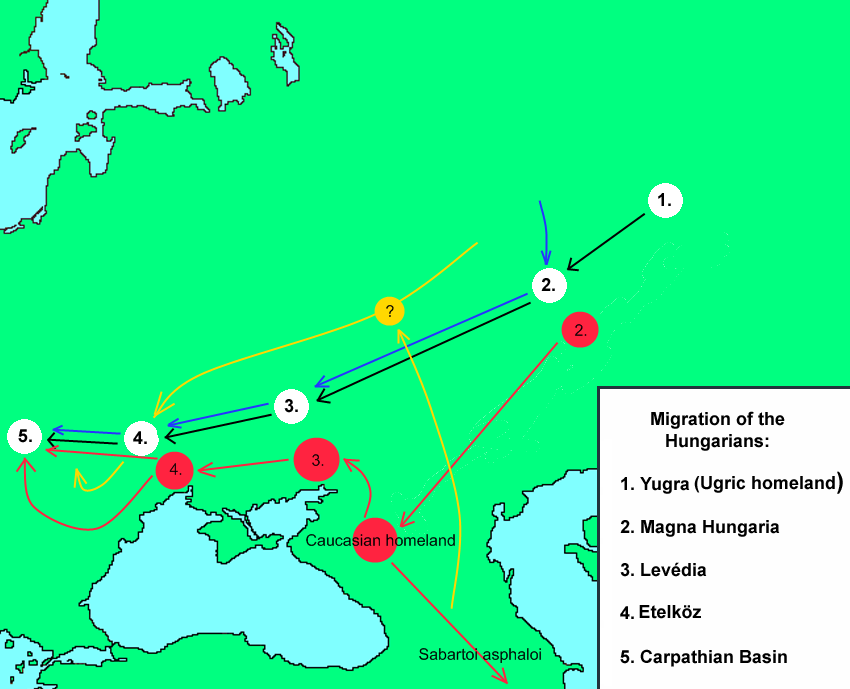
Migratie van de Hongaren

Magna Hungaria (Groot-Hongarije) was een gebied dat werd bewoond door de Hongaren (Magyaren). Het lag aan de westzijde van de Oeral, in het huidige Basjkortostan. Ze trokken hierheen vanuit Joegra (nu Chanto-Mansië), ook wel bekend als Magyar Őshaza. Vanuit Magna Hungaria trokken de Hongaren verder westwaarts, naar een gebied dat bekendstond als Levedia (nu Oost-Oekraïne).